# NGC 202
NGC 202 (ook wel PGC 2394, UGC 421, MCG 0-2-113 of ZWG 383.62) is een spiraalvormig sterrenstelsel in het sterrenbeeld Vissen.
NGC 202 werd op 17 november 1876 ontdekt door de Franse astronoom Édouard Jean-Marie Stephan.